# Phạm Văn Thế
Phạm Văn Thế (sinh năm 1981 tại Hải Dương, Việt Nam), ông là con thứ ba trong gia đình có năm người con, anh trai, chị gái, sau ông là hai em gái, là tiến sĩ sinh học người Việt Nam, ông đã từng công tác tại Viện Sinh thái và Tài nguyên sinh vật - Viện Hàn lâm khoa học Việt Nam., Trường Đại học Thủ Dầu Một, hiện công tác tại Đại học Tôn Đức Thắng. Ông tốt nghiệp kỹ sư tại trường đại học Lâm nghiệp Việt Nam khóa 44 khoa Quản lý và Bảo vệ tài nguyên rừng, tốt nghiệp thạc sĩ tại đại học quốc gia Hà Nội, hoàn thành bằng tiến sĩ khi theo học nghiên cứu sinh tại Viện cây trồng cận nhiệt đới và Địa Trung Hải La Mayora. Trung ương Đoàn thanh niên cộng sản Việt Nam trao Phạm Văn Thế giải thưởng Quả cầu vàng cho tốp 10 nhà khoa học trẻ xuất sắc năm 2015.
Đến năm 2017, ông đã phát hiện ra 13 loài thực vật mới cho thế giới, được vinh danh đặt tên cho một chi thực vật (Theana) và hai loài thực vật mới Gastrodia theana, Tupistra theana. Ngoài ra ông Thế còn tham gia 42 đề tài dự án, 54 công trình nghiên cứu, công bố 21 bài báo quốc tế về thực vật học.